# Thomas Liese
Thomas Liese (ur. 10 sierpnia 1968 w Sangerhausen) – niemiecki kolarz torowy i szosowy, złoty medalista torowych mistrzostw świata.

## Kariera
Pierwszy sukces Thomas Liese odniósł w 1985, kiedy został mistrzem świata juniorów w drużynowym wyścigu na dochodzenie. Na rozgrywanych rok później mistrzostwach świata juniorów zdobył srebrny medal w tej samej konkurencji. Jego największym osiągnięciem jest zdobycie wspólnie z Steffenem Blochwitzem, Carstenem Wolfem i Guido Fulstem mistrzostwa świata w drużynowym wyścigu na dochodzenie w Lyonie w 1989. Startował także w wyścigach szosowych, wygrywając między innymi Niedersachsen-Rundfahrt w 1990 i Tour de Grèce w 1998, a w 2002 był drugi w klasyfikacji generalnej Wyścigu Solidarności i Olimpijczyków. Ponadto zdobywał medale mistrzostw kraju w kolarstwie torowym i szosowym, ale nigdy nie brał udziału w igrzyskach olimpijskich.